# Claude Lamoureux (Bischof)
Claude Lamoureux (* 11. April 1962 in Saint-Hyacinthe) ist ein kanadischer Geistlicher und römisch-katholischer Bischof von Gaspé.

## Leben
Claude Lamoureux trat in das Priesterseminar in Montréal ein, wo er ein Certificat en sciences religieuses erwarb. Anschließend studierte er Katholische Theologie an der Universität Montreal und empfing am 9. Juni 1990 das Sakrament der Priesterweihe für das Bistum Saint-Hyacinthe.
Neben verschiedenen Aufgaben in der Pfarrseelsorge erwarb er im Jahr 2000 an der Université du Québec die Maîtrise im Fach Öffentliche Verwaltung. 2002 erwarb er an der Université de Sherbrooke ein Diplom in Konfliktmanagement. Ab 2018 war er Generalvikar des Bistums Saint-Hyacinthe und Moderator der diözesanen Dienste. Im gleichen Jahr wurde er zum Ehrendomherrn an der Kathedrale Saint Hyacinthe ernannt. Er war begleitender Priester für die Ständigen Diakone, Direktor des diözesanen Werkes für die Priesterberufungen und gehörte dem Verwaltungsgremium des Priesterseminars Christ-Roi an. Von 2019 bis 2022 war er Koordinator des Ausschusses zur Verhinderung von Belästigung, Gewalt und/oder Diskriminierung.
Papst Franziskus ernannte ihn am 23. Februar 2023 zum Bischof von Gaspé. Der Erzbischof von Rimouski, Denis Grondin, spendete ihm am 3. Mai desselben Jahres in der Kathedrale von Gaspè die Bischofsweihe. Mitkonsekratoren waren der Bischof von Saint-Hyacinthe, Christian Rodembourg MSA, und sein Amtsvorgänger als Bischof von Gaspé, Gaétan Proulx OSM.